# Ford EcoBoost 200
| Provas NASCAR - Gander Outdoors Truck Series 2019   |
| Temporada Regular                                   |
| --------------------------------------------------- |
| 1. NextEra Energy Resources 250 (Daytona)           |
| 2. Atlanta 200 (Atlanta)                            |
| 3. Strat 200 (Las Vegas)                            |
| 4. NGOTS Race at Martinsville (Martinsville)        |
| 5. Vankor 350 (Texas)                               |
| 6. JEGS 200 (Dover)                                 |
| 7. NGOTS Race at Kansas (Kansas)                    |
| 8. North Carolina Education Lottery 200 (Charlotte) |
| 9. Rattlesnake 400 (Texas 2)                        |
| 10. NGOTS Race at Iowa (Iowa)                       |
| 11. Gateway 200 presented by CK Power (Gateway)     |
| 12. Camping World 225 (Chicagoland)                 |
| 13. NGOTS Race at Kentucky (Kentucky)               |
| 14. Gander Outdoors 150 (Pocono)                    |
| 15. Eldora Dirt Derby (Eldora - Pista de Terra)     |
| 16. Corrigan Oil 200 (Michigan)                     |
| Provas dos Playoffs                                 |
| Round of 8                                          |
| 17. NGOTS Race at Bristol (Bristol)                 |
| 18. Chevrolet Silverado 250 (Mosport Park)          |
| 19. World of Westgate 200 (Las Vegas 2)             |
| Round of 6                                          |
| 20. Sugarlands Shine 250 (Talladega)                |
| 21. NGOTS Race at Martinsville (Martinsville)       |
| 22. Lucas Oil 150 (Phoenix)                         |
| Championship 4                                      |
| 23. Ford EcoBoost 200 (Homestead-Miami)             |
| Provas inativas/extintas                            |
| AAA Insurance 200 (1995-2011)                       |
| Bully Hill Vineyards 200 (2010-11)                  |
| Copart 200 (1995-2009)                              |
| E-Z-GO 200 (2005-2008)                              |
| Fan Appreciation 200 (2012-13)                      |
| Kentucky 201 (2000-2012)                            |
| Lucas Deep Clean 200 (2001-2011)                    |
| North Carolina Education Lottery 200 (2012-13)      |
| Too Tough To Tame 200 (2001-04, 2010-11)            |
| San Bernardino County 200 (1997-2009)               |

A Ford EcoBoost 200 é uma corrida de 200 milhas que encerra a temporada da NASCAR Camping World Truck Series em Homestead,na Flórida. De 1996 até 2002 a corrida apresentava 250 milhas, quando foi reduzida para 200 milhas.Faz parte da Ford Champioship Week ou (Semana do Campeonato), junto com a Ford EcoBoost 300 que encerra a NASCAR Nationwide Series e a Ford EcoBoost 400 que encerra a NASCAR Sprint Cup, as três são realizadas no mesmo final de semana, o que faz jus ao nome de Semana do Campeonato.

## Vencedores
| Ano   | Data            | Piloto               | Equipe                     | Montadora | Distância | Distância       | Tempo Total | Velocidade Média (mph) |
| Ano   | Data            | Piloto               | Equipe                     | Montadora | Voltas    | Milhas (km)     | Tempo Total | Velocidade Média (mph) |
| ----- | --------------- | -------------------- | -------------------------- | --------- | --------- | --------------- | ----------- | ---------------------- |
| 1996  | 17 de Março     | Dave Rezendes        | Geoff Bodine Racing        | Ford      | 167       | 250.5 (403.14)  | 2:30:12     | 102                    |
| 1997* | 16 de Março     | Kenny Irwin, Jr.     | Liberty Racing             | Ford      | 167       | 250.5 (403.14)  | 2:34:13     | 98.565                 |
| 1998  | 4 de Abril      | Rick Crawford        | Circle Bar Racing          | Ford      | 167       | 250.5 (403.14)  | 2:11:17     | 114.475                |
| 1999  | 20 de Março     | Mike Wallace         | Ultra Motorsports          | Ford      | 172*      | 258 (415.21)    | 2:20:58     | 109.813                |
| 2000  | 26 de Fevereiro | Andy Houston         | Addington Racing           | Chevrolet | 167       | 250.5 (403.14)  | 1:55:50     | 129.755                |
| 2001  | 4 de Março      | Ted Musgrave         | Ultra Motorsports          | Dodge     | 167       | 250.5 (403.14)  | 2:07:11     | 118.176                |
| 2002  | 15 de Novembro  | Ron Hornaday, Jr.    | Xpress Motorsports         | Chevrolet | 134       | 201 (323.478)   | 1:30:30     | 133.26                 |
| 2003  | 14 de Novembro  | Bobby Hamilton       | Bobby Hamilton Racing      | Dodge     | 134       | 201 (323.478)   | 1:40:08     | 120.439                |
| 2004  | 19 de Novembro  | Kasey Kahne          | Ultra Motorsports          | Dodge     | 134       | 201 (323.478)   | 1:44:56     | 114.93                 |
| 2005  | 19 de Novembro* | Todd Bodine          | Germain Racing             | Toyota    | 134       | 201 (323.478)   | 1:40:34     | 119.92                 |
| 2006* | 17 de Novembro  | Mark Martin          | Roush Racing               | Ford      | 134       | 201 (323.478)   | 1:35:42     | 126.019                |
| 2007  | 16 de Novembro  | Johnny Benson, Jr.   | Bill Davis Racing          | Toyota    | 138*      | 207 (333.134)   | 1:32:20     | 134.513                |
| 2008  | 14 de Novembro  | Todd Bodine          | Germain Racing             | Toyota    | 137*      | 205.5 (330.72)  | 1:36:57     | 127.179                |
| 2009  | 20 de Novembro  | Kevin Harvick        | Kevin Harvick Inc.         | Chevrolet | 136*      | 204 (328.306)   | 1:32:43     | 132.015                |
| 2010  | 19 de Novembro  | Kyle Busch           | Kyle Busch Motorsports     | Toyota    | 134       | 201 (323.478)   | 1:41:43     | 118.55                 |
| 2011  | 18 de Novembro  | Johnny Sauter        | ThorSport Racing           | Chevrolet | 119*      | 178.5 (287.267) | 1:25:25     | 125.385                |
| 2012  | 16 de Novembro  | Cale Gale            | Eddie Sharp Racing         | Chevrolet | 140*      | 210 (337.962)   | 1:43:47     | 121.407                |
| 2013  | 15 de Novembro  | Kyle Busch           | Kyle Busch Motorsports     | Toyota    | 148*      | 222 (357.274)   | 2:01:57     | 109.225                |
| 2014  | 14 de Novembro  | Darrell Wallace, Jr. | Kyle Busch Motorsports     | Toyota    | 134       | 201 (323.478)   | 1:45:59     | 113.791                |
| 2015  | 20 de Novembro  | Matt Crafton         | ThorSport Racing           | Toyota    | 134       | 201 (323.478)   | 1:35:10     | 126.725                |
| 2016  | 18 de Novembro  | William Byron        | Kyle Busch Motorsports     | Toyota    | 134       | 201 (323.478)   | 1:32:57     | 129.747                |
| 2017  | 17 de Novembro  | Chase Briscoe        | Brad Keselowski Racing     | Ford      | 134       | 201 (323.478)   | 1:28:58     | 135.556                |
| 2018  | 16 de Novembro  | Brett Moffitt        | Hattori Racing Enterprises | Toyota    | 134       | 201 (323.478)   | 1:30:13     | 133.684                |

Notas
- 1997: John Nemechek sofreu ferimentos graves após uma batida e morreu dias depois. Foi a primeira morte na Camping World Truck Series, a outra foi à de Tony Roper em 2000, essas foram as duas mortes geradas por acidentes na categoria.[2]
- 1999, 2007, 2008, 2009, 2012, e 2013: Corridas estendidas devido a green-white-checker finishes.
- 2005: Corrida adiada para Sábado de manhã, devido à chuva.
- 2006: Primeira corrida da NASCAR Camping World Truck Series à noite.
- 2011: Corrida Reduzida devido à chuva.

| Sequência das Provas | Sequência das Provas | Sequência das Provas | Sequência das Provas | Sequência das Provas         |
| Lucas Oil 150        | <<                   | Ford EcoBoost 200    | >>                   | NextEra Energy Resources 250 |
| -------------------- | -------------------- | -------------------- | -------------------- | ---------------------------- |